# 熱海孫十郎
熱海 孫十郎（あずみ / あたみ まごじゅうろう、1848年2月13日（嘉永元年1月12日）- 1924年（大正13年）3月19日）は、日本の実業家、政治家。衆議院議員（1期）。貴族院多額納税者議員。

## 経歴
陸奥国栗原郡文字村（栗駒町を経て現:栗原市）に千葉忠蔵の子として生まれる。のち、一迫の熱海多藏の養子になる。1879年宮城県会が発足するとその議員になる。その後、栗原、志田、玉造の各郡長となり、1890年の第1回衆議院議員総選挙に宮城県第4区（当時）から立候補して当選した。1892年の第2回衆議院議員総選挙で落選。1897年9月29日に貴族院議員に就任し、1900年8月29日まで在職した。
この他七十七銀行頭取や宮城県農会副会長なども歴任した。1924年3月19日死去。

## 親族
- 兄 千葉胤昌（衆議院議員）[8]